# Schattingsbesluit
Het Schattingsbesluit is een Nederlandse Algemene Maatregel van Bestuur (AMvB) waarin regels worden gegeven voor de vaststelling van de mate van arbeidsongeschiktheid. Het besluit dateert van 24 december 1997, en is in de loop van de tijd herhaaldelijk gewijzigd. 